# Клуб одесских джентльменов
«Клуб оде́сских дже́нтльменов» — юмористический эстрадный театр. Был создан в Одессе летом 1987 года. В момент создания в него входили Янислав Левинзон, Олег Филимонов, Юрий Кордонский, Евгений Каминский, Анатолий Контуш, Юрий Сычёв, Владислав Царёв, Евгений Хаит, Игорь Миняйло и художественный руководитель Валерий Хаит. В 1988 году к «джентльменам» присоединился Эдуард Цирюльников. До 1991 года коллектив работал в основном на эстраде. С 1991 года началась регулярная телевизионная деятельность: на основе «Клуба» была создана телепередача «Джентльмен-шоу», которая входила в число наиболее популярных юмористических телепрограмм 1990-х годов на русском языке.

## История
История «Клуба одесских джентльменов» берет начало в 1986 году, когда на всесоюзном Центральном ТВ было принято решение возродить КВН. Для участия в первом сезоне требовалась команда из Одессы — общепризнанной столицы юмора СССР. И кроме того, именно команда Одесского института народного хозяйства была последним чемпионом КВН перед закрытием игры в 1972 году. Так была выбрана команда Одесского государственного университета им. И. И. Мечникова. В образе «одесских джентльменов» эта команда стала чемпионом в первом сезоне возрождённого КВН (1986—1987).
Осенью 1986 года главные актёры этой команды Янислав Левинзон, Олег Филимонов, Юрий Кордонский и часть авторской группы — Евгений Каминский, Анатолий Контуш, Игорь Миняйло, Юрий Сычёв, Евгений Хаит и Владислав Царёв, — по предложению художественного руководителя команды Валерия Хаита ушли на профессиональную эстраду и создали при Одесской филармонии эстрадный театр под названием «Клуб одесских джентльменов». Художественным руководителем театра стал Валерий Хаит. Первая эстрадная программа «Клуба» называлась «КВН раскрывает секреты» и в основном состояла из КВНовских номеров сезона 1986-87 годов, которые были вырезаны столичной цензурой. С этой программой театр объехал всю страну от Таллина до Ташкента и от Гомеля до Петропавловска-Камчатского. В 1988 году из коллектива ушёл Юрий Кордонский, который поступил на театральный курс Льва Додина в ЛГИТМИКе. В конце 1988 года в «Клуб» пришел новый актёр Эдуард Цирюльников. В том же году «Клуб» выпустил новую программу «Заседание продолжается», написанную исключительно собственной авторской группой. Гастроли по всем республикам бывшего Советского Союза проходили при неизменном аншлаге.
В те годы «джентльмены» были настолько популярны, что легко собирали многотысячные Дворцы спорта и главные концертные залы Москвы, Ленинграда, Киева, Тбилиси, Еревана, Свердловска, Челябинска, Вильнюса, Алма-Аты и многих других городов СССР — включая московский спорткомплекс «Олимпийский», ленинградский концертный зал «Октябрьский» и киевский дворец «Украина». И это притом, что «Клуб» лишь изредка появлялся на Центральном ТВ — в новогодних «Голубых огоньках», с приветствием женщинам в праздничном восьмимартовском концерте, на юбилейных торжествах памяти Леонида Утёсова.
В 1990 году авторами «Клуба» была написана новая эстрадная программа, и к «джентльменам» с предложением создать телевизионную передачу пришли сценаристы и продюсеры Эдуард Каменецкий и Александр Тарасуль. Первый выпуск этой передачи, получившей название «Джентльмен-шоу», вышел в эфир на Российском телевидении 17 мая 1991 года, и вызвал огромный интерес. На волне успеха «Клуб одесских джентльменов» расширил гастрольную деятельность за границы СССР, отправившись в турне по США.
В этом же году переезжает в Израиль Янислав Левинзон . В конце 1992 года отправляется в США Евгений Каминский, через несколько дней уезжает в Гамбургский университет Анатолий Контуш, а в 1994 году в Москву уезжает Юрий Сычёв. В 1995 в Канаду уехал Эдуард Цирюльников.
Одновременно с экономическим кризисом на постсоветском пространстве эстрадная активность «Клуба» уменьшается, и его основной деятельностью постепенно становится телевизионная. При этом успешная гастрольная деятельность «джентльменов» продолжается хоть и с меньшей частотой, но с бо́льшим размахом. Теперь члены «Клуба» радуют зрителей не столько в бывших советских республиках, сколько за их границами — в Израиле, Австралии, Германии и снова в США. Однако в конце 1990-х «джентльмены» практически полностью переключаются на телевизионные проекты. Поэтому дальнейшая история «Клуба одесских джентльменов» — это уже история не столько собственно «Клуба», сколько программы «Джентльмен-шоу».
Трагической оказалась судьба Яна Гельмана, художественного руководителя «Одесских джентльменов»: осенью 2012 года его обнаружили под мостом в центре Одессы с черепно-мозговой травмой и отправили в больницу, но не смогли спасти. Милиция признала случившееся несчастным случаем. В том же году умер Игорь Миняйло. Ещё один соавтор «Клуба» и «Джентльмен-шоу» Сергей Олех умер в 2017 году от онкологического заболевания.

## Актёры
- Янислав Левинзон (1987-)
- Олег Филимонов (1987-)
- Юрий Кордонский (1987—1988)
- Эдуард Цирюльников (1987—1995)
- Евгений Каминский (1987-) — спикер «Клуба»
- Юрий Сычёв (1987-)
- Евгений Хаит (1987-)
- Владислав Царёв (1987-)
- Анатолий Контуш (1987-)
- Игорь Миняйло (1987—2012)

## Авторы
- Евгений Каминский (1987-)
- Анатолий Контуш (1987-)
- Игорь Миняйло (1987—2012)
- Юрий Сычёв (1987-)
- Евгений Хаит (1987-)
- Владислав Царёв (1987-)

## Эстрадные программы
- «КВН раскрывает секреты» (1987—1988)
- «Заседание продолжается» (1988—1993)
- «Заседание продолжается 25 лет спустя» (2012)

## Миниатюры и скетчи
За годы существования театра «джентльмены» сыграли несколько десятков эстрадных миниатюр — скетчей. Пожалуй, самым популярным из всех был написанный в 1987 году А. Контушем и Ю. Сычевым скетч под названием «Навеки в памяти народной», в просторечии «Балык», который в форме пародии на участившиеся в то время похороны высшего руководства страны рассказывал о прощании советского народа с балыком холодного копчения.

### Неполный список миниатюр
- «Отчет о деятельности бригады каменщиков по установке памятников В. И. Ленину»
- «Операция с демократизацией»
- «Последний Гурфинкель» (перекличка под одесским ОВИРом)
- «Зоология человека» (недоступная ссылка)
- «Монолог с зеркалом»
- «Как это будет делаться в Одессе» (недоступная ссылка)
- «Джентльменское приветствие»
- «Если бы…» (пародия на «Битлз»)
- «Рецепт создания социалистического государства в одной отдельно взятой стране» (недоступная ссылка)
- «Сегодня в нашем буфете»
- Скетч «Навеки в памяти народной», рассказывавший о прощании советского народа с балыком холодного копчения в форме пародии на похороны высшего руководства страны, «джентльмены» с постоянным успехом играли с 1987 года, однако на телевидении он ни разу не появился. Очень похожий сюжет под названием «Похороны еды» все же был показан по первой программе ЦТ в 1991 году в юмористической передаче «Оба-на!».

13 октября 2012 года «Клуб одесских джентльменов» отпраздновал свой 25-летний юбилей концертом в Одесском театре музыкальной комедии им. Михаила Водяного. К юбилейной дате основные авторы первых программ «Клуба» Евгений Каминский, Анатолий Контуш, Юрий Сычёв и Владислав Царёв, которые живут в разных странах, написали по «Скайпу» совершенно новую программу «Заседание продолжается 25 лет спустя». Премьера этой программы и была сыграна в день юбилея звёздами «Клуба» Олегом Филимоновым и Яниславом Левинзоном с участием четырёх упомянутых выше «джентльменов», а также Евгения Хаита и Игоря Миняйло. Вел программу бессменный спикер «Клуба» Евгений Каминский. Таким образом, на одесскую сцену 25 лет спустя вышли восемь из десяти членов «Клуба» образца 1987 года, а также художественный руководитель «Клуба» тех лет Валерий Хаит и руководитель «Джентльмен-шоу» Александр Тарасуль. В юбилейной программе приняли участие и гости — Роман Карцев, «Ростислав Хаит и Леонид Барац (одесская часть Квартета И»), комик-труппа «Маски» и солист Одесского оперного театра Владислав Горай.